# Averno (película)
Averno es una película de comedia fantástica de 2018 dirigida por Marcos Loayza, siendo una coproducción de Bolivia y Uruguay.  Cuenta la historia de un lugar del imaginario de los habitantes andinos en el que conviven vivos y muertos y todo encuentra su cara opuesta. Tupah (Paolo Vargas), es un joven lustrabotas que va con rumbo del Averno, un lugar donde conviven vivos y muertos, con el objetivo de buscar y salvar a su tío. 
La película se estrenó el 11 de enero de 2018, en los cines de Bolivia y Uruguay y fue distribuida por Bf Distribution. El film obtuvo el premio a mejor fotografía en el festival de cine de Gramado en su 46.ª edición y el premio a mejor película latinoamericana en Buenos Aires Festival Internacional de Cine Independiente.

## Sinopsis
Averno es una película que refleja la mitología de la ciudad La Paz. Por esta ciudad transitará el protagonista de esta historia, Tupah, el cual emprende una aventura en busca de su tío. En su recorrido, Tupah se encuentra con personajes mitológicos como el Anchaunchu y las kataris (divinidades que habitan en el subsuelo y las tinieblas) y el Kusillo (personaje mítico de apariencia bufonesca).

## Reparto
- Paolo Vargas como Tupah
- Luigi Antezana como Benigno
- Marcelo Bazan como Joviero
- Alejandro Loayza como Agitador de Combate

## Producción
Averno se estrenó en Bolivia a través de BF Distribution, una productora de cine independiente. La película de Loayza es el tercer largometraje boliviano que se estrenó mediante esta distribuidora. El largometraje tuvo un proceso de producción de 10 años y en él participaron 500 personas. En su estreno, se consideró un éxito en taquilla en el ámbito boliviano.

## Premios y nominaciones
- Premio a la mejor película latinoamericana en Buenos Aries Festival Internacional de Cine Independiente
- Premio a la mejor fotografía en la 46.º edición del Festival de Cine de Gramado

## Inspiración
El director Marcos Loayza se inspiró en la obra Borracho estaba pero me acuerdo del escritor boliviano Víctor Hugo Viscarra.

## Puesta en escena
Se recrearon sitios que no existen, pero que se mantienen como leyendas urbanas en el colectivo imaginario. Marcos Loayza comenta que se crearon "una cantidad de lugares a partir de cierta información que había en la literatura y en gran parte en la imaginación, para que quede esa incertidumbre, para que el espectador no sepa donde se encuentra"
Esta propuesta se nutre por obras como El mago de oz y obras literarias del tipo de Alicia en el país de las maravillas.